# Grolla d'oro al miglior regista esordiente
La Grolla d'oro al miglior regista esordiente è stato un premio cinematografico assegnato annualmente nell'ambito delle Grolla d'oro, a partire dall'edizione del 1968 fino a quella 2001.

## Albo d'oro

### Anni 1960-1969
- 1968 - Roberto Faenza - Escalation
- 1969 - Raffaele Andreassi - Flashback

### Anni 1970-1979
- 1970 - Dario Argento - L'uccello dalle piume di cristallo
- 1971 - Nino Manfredi - Per grazia ricevuta
- 1972 - Alberto Bevilacqua - Questa specie d'amore
- 1973 - Fabio Carpi - Corpo d'amore (ex aequo) Marco Leto - La villeggiatura
- 1974 - non assegnato
- 1975 - Mario Brenta - Vermisat
- 1976 - Ennio Lorenzini - Quanto è bello lu murire acciso
- 1977 - Giorgio Ferrara - Un cuore semplice
- 1978 - Giuseppe Bertolucci - Berlinguer ti voglio bene
- 1979 - Vittorio Sindoni - Gli anni struggenti

### Anni 1980-1989
- 1980 - Francesco Longo - Un'emozione in più (ex aequo) Salvatore Piscicelli - Immacolata e Concetta - L'altra  gelosia
- 1981 - Marco Tullio Giordana - Maledetti vi amerò
- 1982 - non assegnato
- 1983 - Franco Piavoli - Il pianeta azzurro
- 1984 - non assegnato
- 1985 - non assegnato
- 1986 - non assegnato
- 1987 - non assegnato
- 1988 - non assegnato
- 1989 - non assegnato

### Anni 1990-1999
- 1990 - non assegnato
- 1991 - non assegnato
- 1992 - non assegnato
- 1993 - non assegnato
- 1994 - Paolo Virzì - La bella vita
- 1995 - Mario Martone - L'amore molesto
- 1996 - Antonio Capuano - Pianese Nunzio, 14 anni a maggio
- 1997 - Roberta Torre - Tano da morire
- 1998 - Marco Turco - Vite in sospeso
- 1999 - Gabriele Muccino - Come te nessuno mai

### Anni 2000-2010
- 2000 - Giuseppe Rocca - Lontano in fondo agli occhi
- 2001 - Vincenzo Marra - Tornando a casa